# LAPB

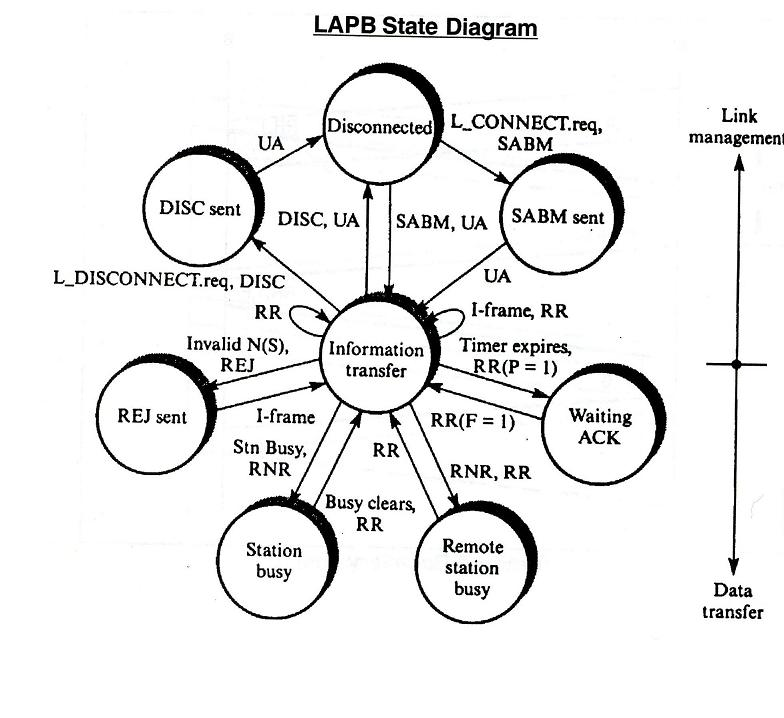
LAPB (Link Access Procedure, Balanced) es un protocolo de nivel de enlace de datos dentro del conjunto de protocolos de la norma X.25. LAPB está orientado al bit y deriva de HDLC. 
Es un subconjunto de HDLC, en modo de clase balanceada asíncrona (BAC). HDLC trabaja con 3 tipos de estaciones, en cambio LAP-B solo con una, la Balanceada. Por lo tanto usa una clase balanceada asíncrona, los dos dispositivos pueden iniciar la transmisión, esa es una de las diferencias con HDLC.
Para entenderlo, básicamente hay que entender HDLC, porque comparten el mismo formato de marco, y sobre el terreno funciona como HDLC.
Control de Acceso:
```
        Punto a Punto.
```

Control de Flujo:
```
        Multipunto.
```

Control de errores:
```
       CRC.
```

La otra variante respecto a HDLC, es el número de órdenes y respuestas respecto HDLC, LAPB solo maneja 9 órdenes, para el campo de control, de la trama.
LAPB como es subconjunto de HDLC solo se utilizan 9 comandos: 3 son de supervision y 6 no numerados.
Supervisión (pueden ser comandos o rtas):
-	RR Receive Ready : indica listo para recibir
-	REJ Reject : indica que se ha recibido una trama con error de FCS.
-	RNR Receive Not ready : indica no listo para recibir
No numerados:
Comandos:
- SABM Set Asyncronious Balanced Mode: inicializa modo balanceado asincrónico
- SABME Set Extended Asyncronious Balanced Mode: ídem asincrónico extendido 
- DISC Disconnect: solicitud de desconexión
Respuestas:
- UA Unnumbered Acknow : comando no numerado reconocido
- DM Disconnect Mode: indica que el equipo está en estado de no conexión
- FRMR Frame Reject: rechazo de trama con formato no válido
- Datos: Q1826825